# Gostyń (województwo dolnośląskie)
Gostyń – wieś w Polsce położona w województwie dolnośląskim, w powiecie polkowickim, w gminie Gaworzyce.

## Podział administracyjny
W latach 1975–1998 miejscowość administracyjnie należała do województwa legnickiego.

## Zabytki
- grodzisko na Kowalowej Górze zbudowane przez plemię Dziadoszan w 2 połowie IX wieku i zniszczone w X wieku[4][5]. Badania wykopaliskowe przeprowadzono w marcu 1938 r. Po wojnie M. Kaczkowski niewielki sondaż wykonał w zachodniej części majdanu (Kaczkowski 1972). Ponownie zakrojone na nieco szerszą skalę badania przeprowadzono w 1996 r. Wg K. Langenheima był to gród, w którym przy wewnętrznym licu wału znajdowały się obiekty mieszkalne, zaś jego niewielkie rozmiary powodowały, że przebywać w nim mogła jedynie nieliczna załoga. Obiekt ten nie był zatem grodem, który w razie niebezpieczeństwa mógł pełnić funkcję schroniska dla większej liczby mieszkańców, lecz była to, jego zdaniem, niewielka strażnica. Z kolei zalegające w jamach szkielety miały być świadectwem katastrofy, w wyniku której gród uległ zniszczeniu.